# Nejdelší řeky Spojených států amerických

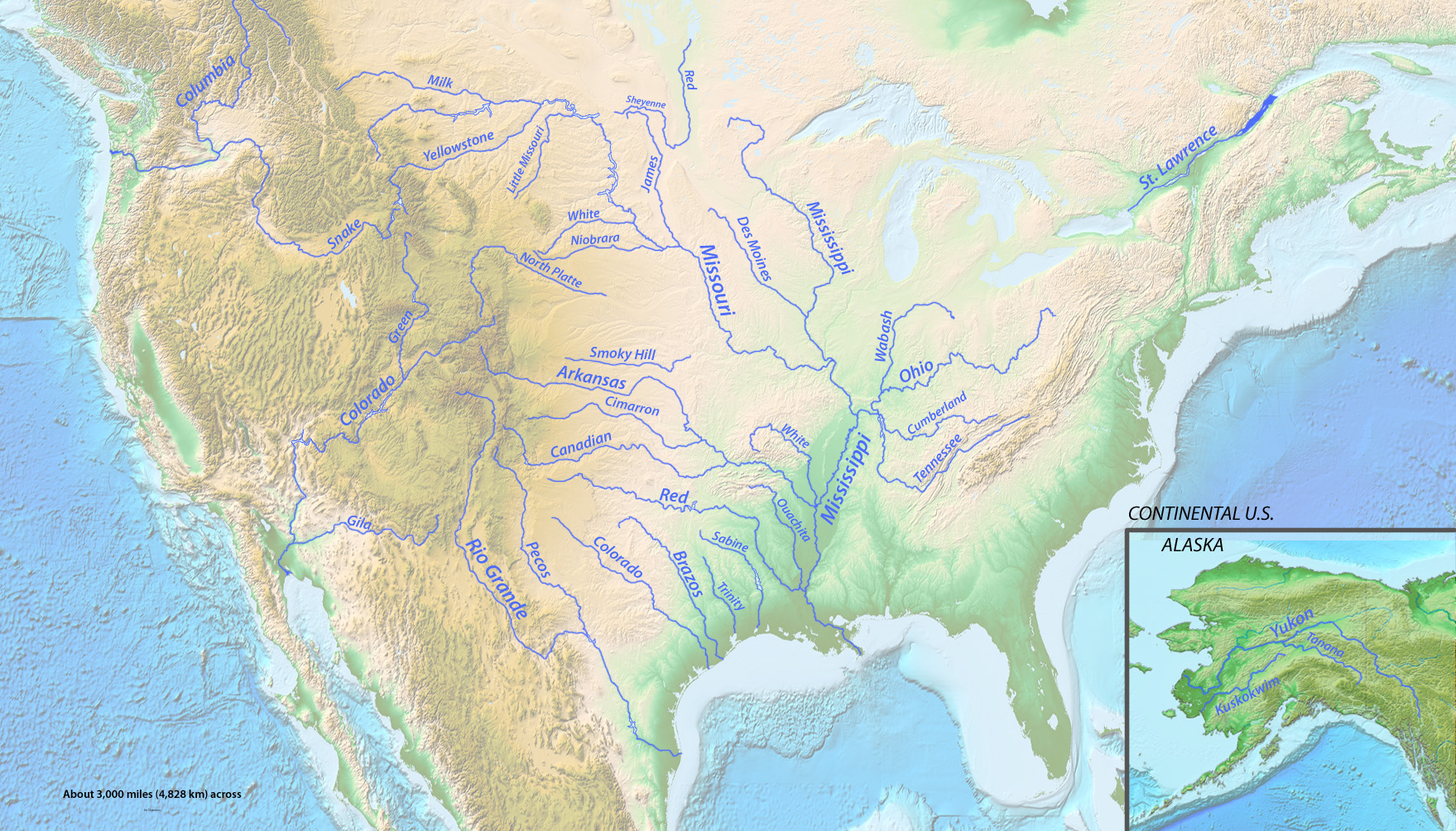
Mapa nejdelších řek Spojených států

Nejdelší řeky Spojených států amerických. Nejdelší řekou Spojených států amerických je řeka Missouri s délkou toku 4 088 kilometrů.
Missouri vzniká soutokem řek Jefferson, Madison a Gallatin ve Skalnatých horách, na jihovýchodě Montany, na severozápadě Spojených států a ústí do řeky Mississippi, v centrální části Spojených států, 15 kilometrů severně od města St. Louis.
Standardně uváděnou největší řekou Spojených států amerických je řeka Mississippi, protože největší řeky se posuzují podle tří hlavních hledisek: délky toku, rozlohy povodí a průtoku řeky v místě ústí. Samotná Mississippi má délku 3 766 kilometrů, povodí Mississippi má rozlohu 2 978 490 km2 a průtok řeky v ústí do Mexického zálivu je 16 792 m3/s. Mississippi, Indiány nazývaná Otec vod, pramení v jezeře Itasca, západně od Hořejšího jezera v Minnesotě. Následně teče jihovýchodně a tvoří hranice mezi státy Wisconsin, Iowa, Illinois a jižně po hranici mezi státy Missouri, Kentucky, Arkansas, Tennessee, Mississippi a Louisiana. Do Mexického zálivu ústí rozsáhlou deltou s rozlohou okolo 36 000 km2 
Jako jeden tok, jsou pak Mississippi-Missouri, čtvrtou nejdelší řekou světa po Amazonce, Nilu a Jang-c’-tiang.

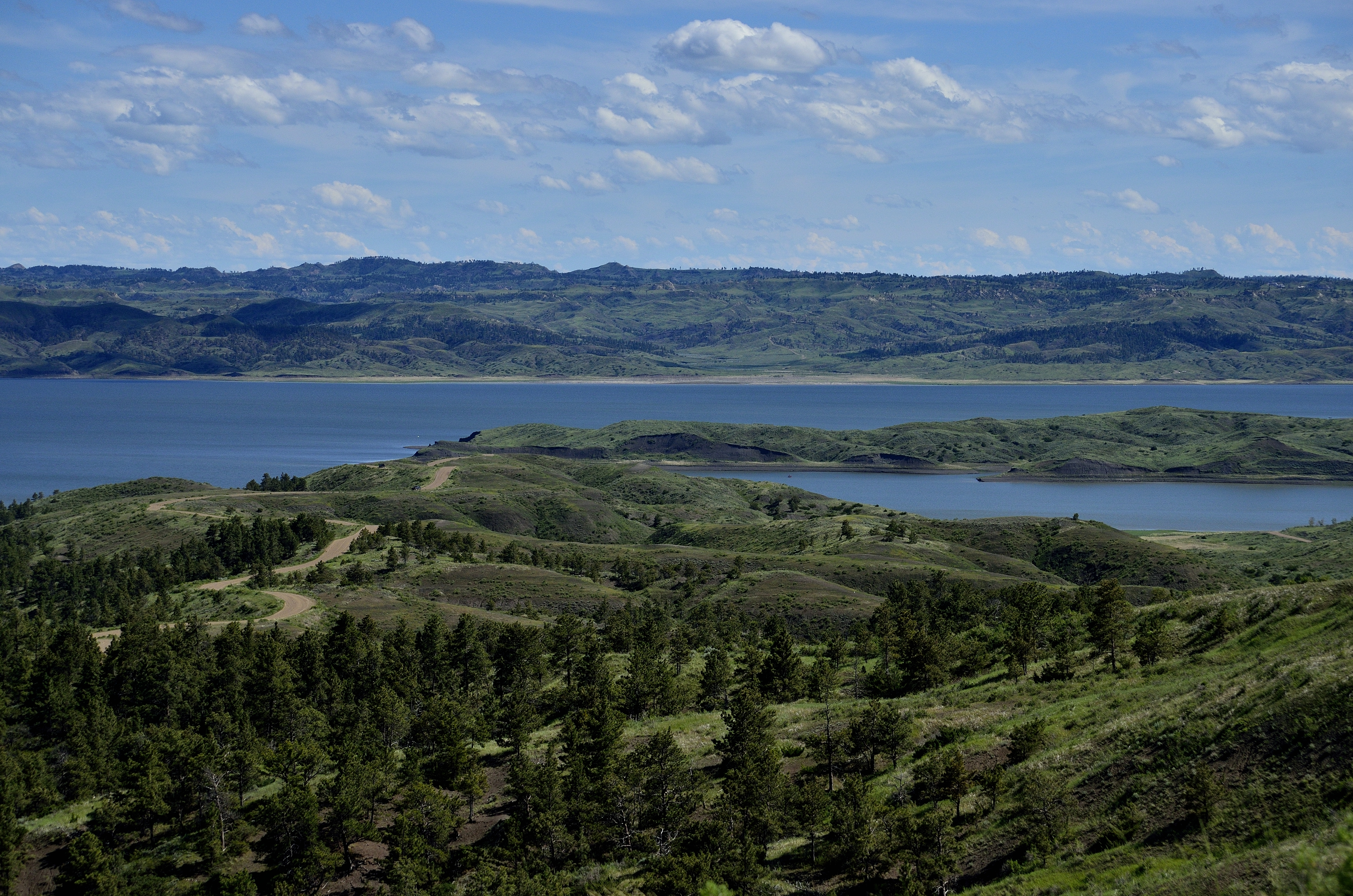
Missouri v Montaně

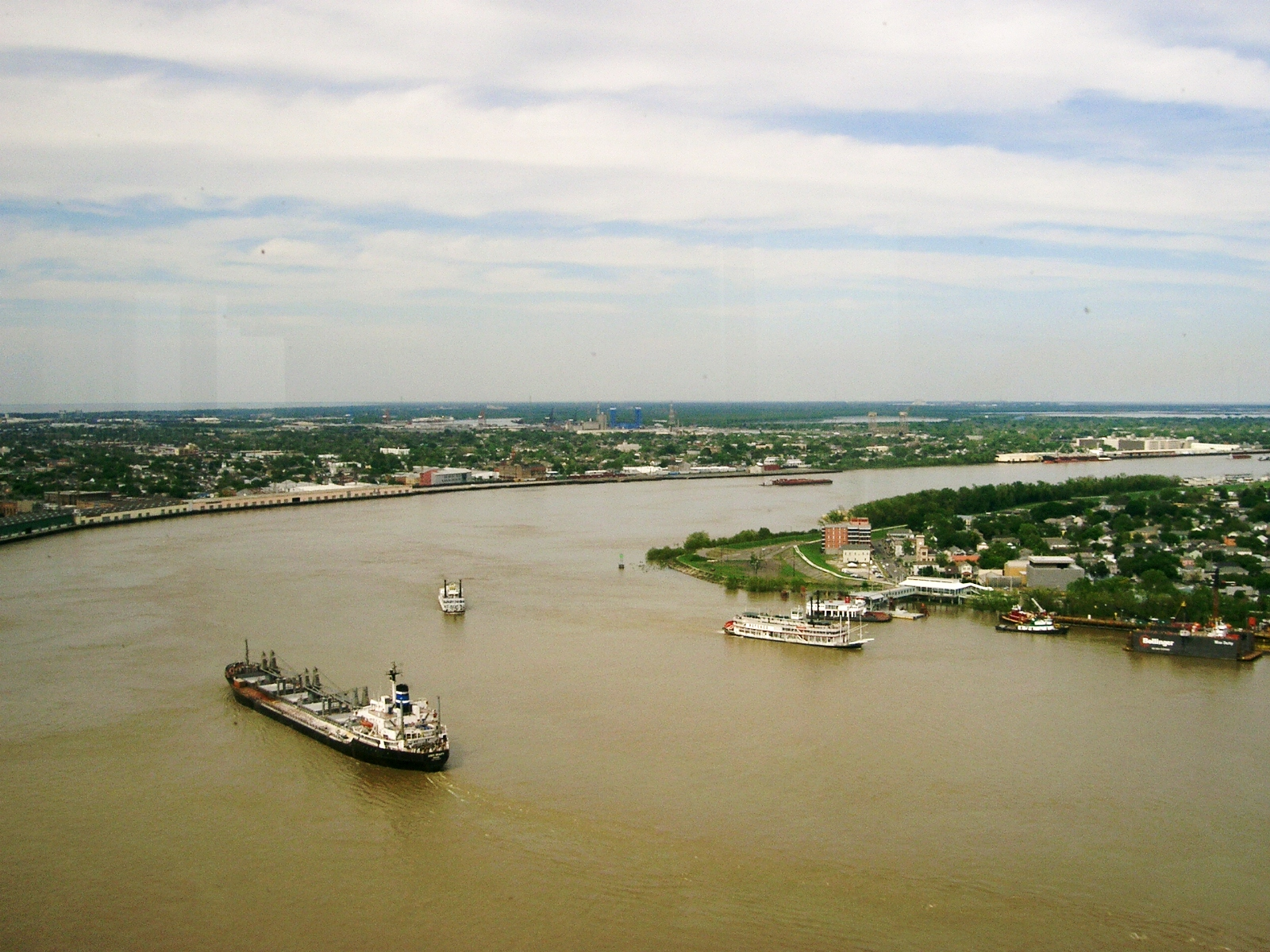
Mississippi v New Orleans

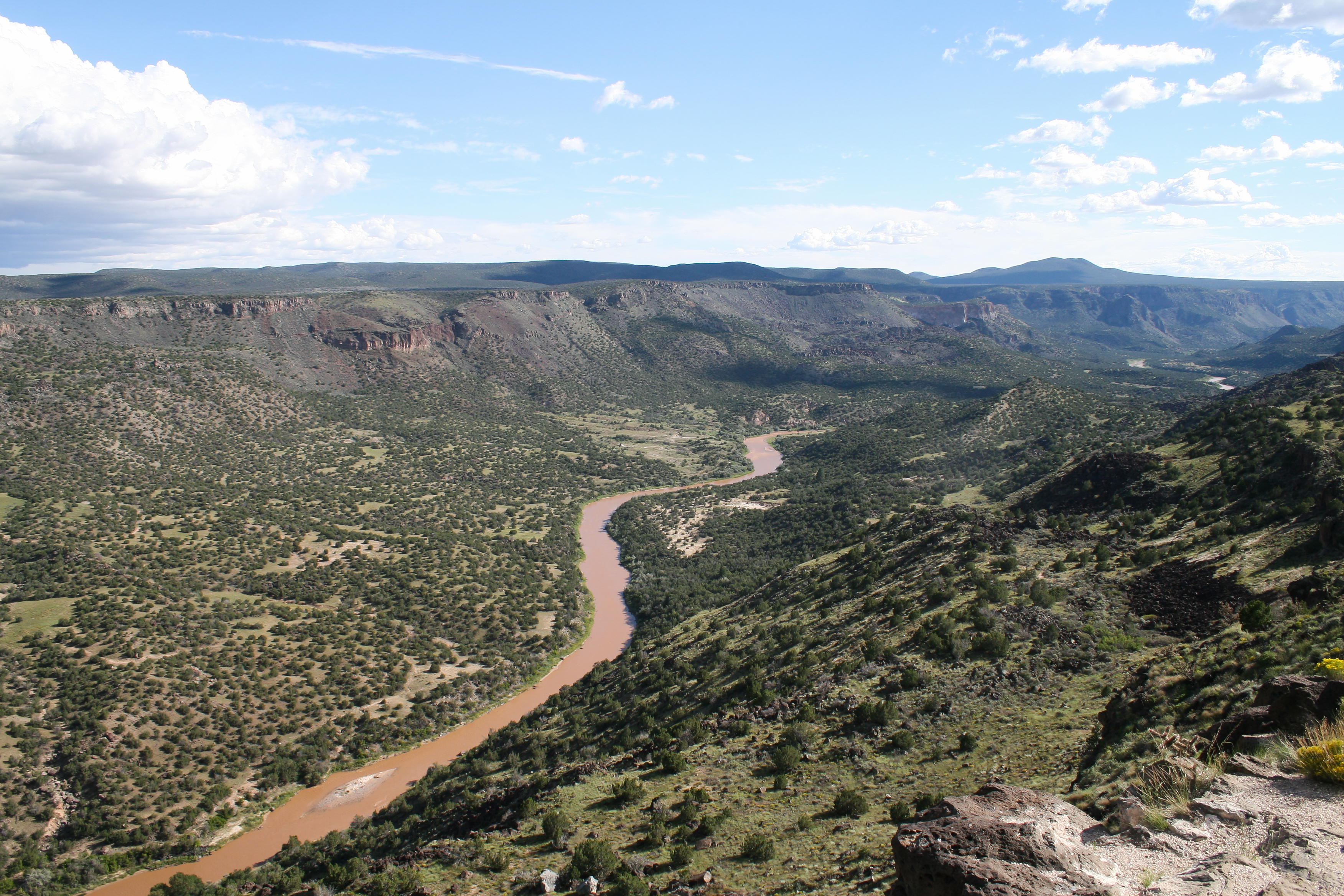
Rio Grande v Novém Mexiku

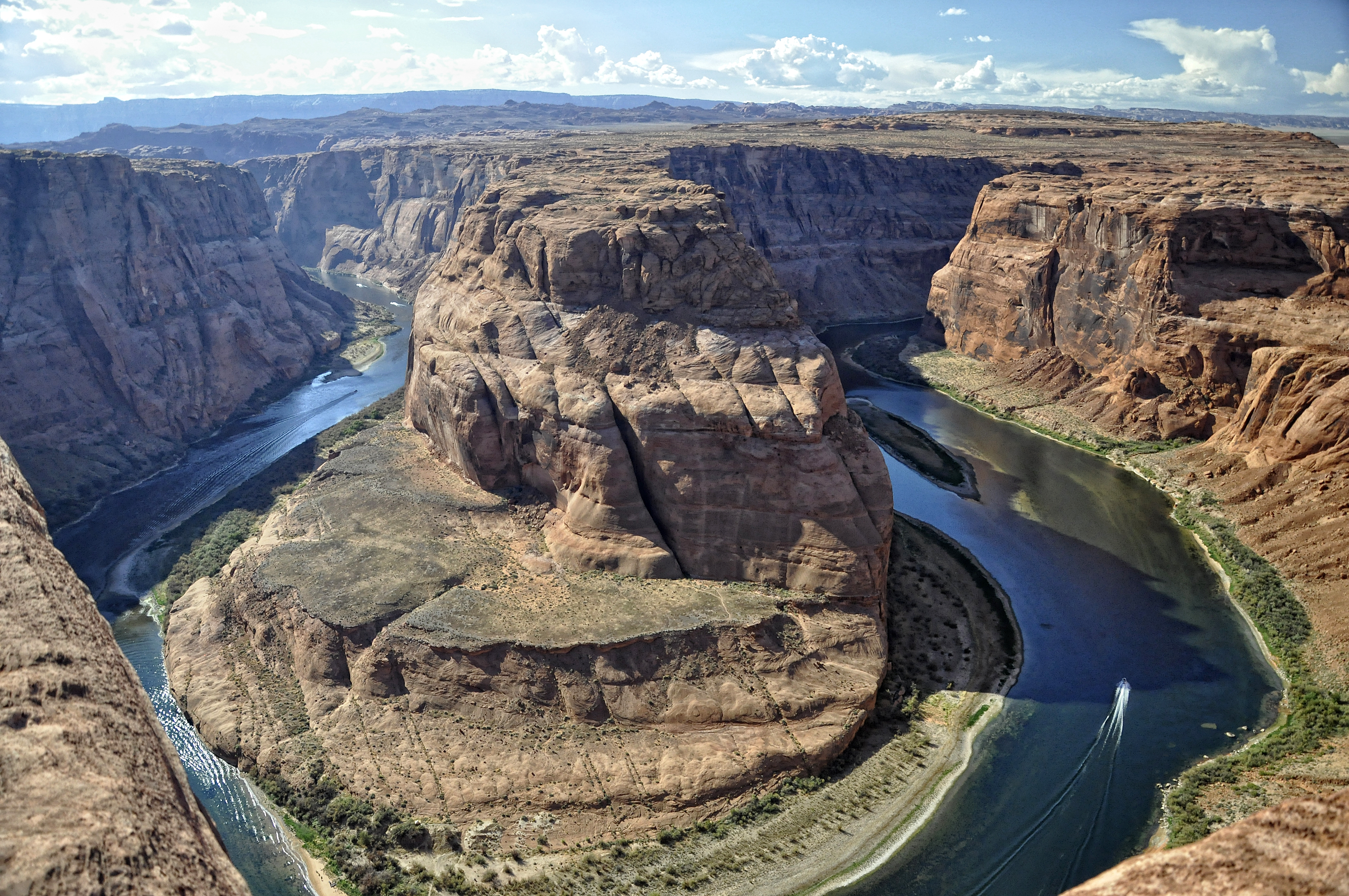
Řeka Colorado v Arizoně

## Tabulka nejdelších řek Spojených států
| #  | Název řeky            | Ústí              | Délka v km | Povodí v km2 | Průtok v m3/s | Státy                                                                                                 |
| -- | --------------------- | ----------------- | ---------- | ------------ | ------------- | --- |
| 1  | Missouri              | Mississippi       | 4 088      | 1 370 100    | 2 158         | Montana, Severní Dakota, Jižní Dakota, Nebraska, Iowa, Kansas, Missouri                               |
| 2  | Mississippi           | Mexický záliv     | 3 766      | 2 978 490    | 16 792        | Minnesota, Wisconsin, Iowa, Illinois, Missouri, Kentucky, Tennessee, Arkansas, Mississippi, Louisiana |
| 3  | Yukon                 | Beringovo moře    | 3 187      | 849 520      | 6 371         | Britská Kolumbie, Yukon, Aljaška                                                                      |
| 4  | Rio Grande            | Mexický záliv     | 3 058      | 870 240      | 37            | Colorado, Nové Mexiko, Texas                                                                          |
| 5  | řeka svatého Vavřince | Atlantský oceán   | 3 058      | 1 025 640    | 9 854         | New York, Ontario, Quebec                                                                             |
| 6  | Arkansas              | Mississippi       | 2 350      | 416 990      | 1 161         | Colorado, Kansas, Oklahoma, Arkansas                                                                  |
| 7  | Colorado              | Kalifornský záliv | 2 334      | 637 140      | 40            | Colorado, Utah, Arizona, Nevada, Kalifornie                                                           |
| 8  | Atchafalaya           | Mexický záliv     | 2 285      | 246 310      | 1 642         | Louisiana                                                                                             |
| 9  | Ohio                  | Mississippi       | 2 108      | 525 770      | 7 957         | Pensylvánie, Ohio, Západní Virginie, Indiana, Illinois, Kentucky                                      |
| 10 | Red                   | Atchafalaya       | 2 076      | 241 390      | 1 586         | Oklahoma, Texas, Arkansas, Louisiana                                                                  |
| 11 | Brazos                | Mexický záliv     | 2 060      | 118 104      | 249           | Texas                                                                                                 |
| 12 | Columbia              | Tichý oceán       | 1 996      | 66 8217      | 1 988         | Britská Kolumbie, Washington, Oregon                                                                  |
| 13 | Snake                 | Columbia          | 1 674      | 279 719      | 7 504         | Wyoming, Idaho, Oregon, Washington                                                                    |
| 14 | Platte                | Missouri          | 1 593      | 219 890      | 199           | Colorado, Wyoming, Nebraska                                                                           |
| 15 | Pecos                 | Rio Grande        | 1 490      | 114 737      | 8             | Nové Mexiko, Texas                                                                                    |
| 16 | Canadien              | Arkansas          | 1 450      | 121 470      | 182           | Colorado, Nové Mexiko, Texas, Oklahoma                                                                |
| 17 | Tennessee             | Ohio              | 1 426      | 105 931      | 1 926         | Tennessee, Alabama, Kentucky                                                                          |
| 18 | Colorado              | Mexický záliv     | 1 387      | 109 557      | 74            | Texas                                                                                                 |
| 19 | North Canadian        | Canadian          | 1 287      | 45 584       | -             | Nové Mexiko, Texas, Oklahoma, Arkansas                                                                |
| 20 | Mobile                | Mexický záliv     | 1 246      | 115 514      | 1 903         | Georgie, Alabama                                                                                      |